# Stefan Schwoch
Stefan Schwoch (* 19. Oktober 1969 in Bozen) ist ein ehemaliger italienischer Fußballspieler, der in seiner langen Karriere vor allem aufgrund seiner vielen Tore bekannt wurde.
Der gebürtige Südtiroler begann seine Karriere im Jahr 1987 beim Verein Passer Meran, für den er eine Saison spielte und danach zum Amateurverein Benacense Riva wechselte. Im Jahr 1989 wechselte er zu SPAL Ferrara. Allerdings konnte er seinen Erwartungen nicht gerecht werden, da er in 24 Spielen nur ein Tor schoss. Ein Jahr später unterschrieb Schwoch bei der AS Crevalcore und entwickelte sich dort zu einem torgefährlichen Angreifer. Im Jahr 1992 wechselte er zum Viertligaverein AC Pavia und schoss dort 19 Tore in 60 Spielen. Danach wechselte Schwoch erneut den Klub und spielte für AS Livorno und Ravenna Calcio. In der Folge stieg er zu einem der besten Serie-B-Torjäger der Geschichte auf und erzielte bei praktisch jeder Gelegenheit ein Tor. In der Saison 1995/96 schoss er gar 21 Ligatore für Ravenna und brachte den Verein fast im Alleingang zum Aufstieg in die Serie B.
Doch der Spieler bewies erneut seinen Status als Wandervogel und wechselte danach zur SSC Venedig und wenig später zum SSC Neapel. In Neapel stieg er fast über Nacht zum Volkshelden auf, als er in der Saison 1999/2000 insgesamt 22 Serie B-Tore schoss und den Verein als bester Torschütze in die Serie A zurückbrachte. Ein Jahr später ging er zum FC Turin. Der Stürmer blieb auch diesem Verein nicht lange treu, bis er im Jahr 2001 mit Vicenza Calcio einen langjährigen Arbeitgeber fand. Für Vicenza spielte er insgesamt 220 Ligaspiele in der Serie B und erzielte 74 Tore. Dadurch wurde er in ganz Vicenza verehrt und ging als einer der besten Torschützen der Vereinsgeschichte ein. Im Jahr 2008 beendete er seine erfolgreiche Karriere endgültig und wurde danach bei seinem Lieblingsverein Vicenza Calcio als einer der Geschäftsführer aktiv.